# Ed Moloney
Edmund "Ed" Moloney és un periodista i escriptor irlandès, nascut el 1948, especialitzat en el conflicte d'Irlanda del Nord i l'IRA Provisional. Va treballar per a la revista Hibernia i Magill abans de passar a ser editor d'Irlanda del Nord per a The Irish Times, i posteriorment per al Sunday Tribune. Actualment viu i treballa a la ciutat de Nova York. Va ser impulsor i director del Projecte Belfast, al Boston College, per recopilar una història oral del conflicte nord-irlandès narrada per antics paramilitars implicats.
El 1986 va publicar el seu primer llibre, Paisley, una biografia del líder unionista Ian Paisley escrita conjuntament amb Andy Pollak. El 2002 va publicar A Secret History of the IRA, que va revisar en una segona edició el 2007. El 2008 també va tornar a escriure sobre Paisley, aquest cop en solitari, a Paisley: From Demagogue to Democrat?.
El 1999 va ser elegit periodista irlandès de l'any. El març de 2010 es va publicar el llibre Voices from the Grave, que presentava les entrevistes amb el republicà Brendan Hughes i el lleialista David Ervine, recollides durant el Projecte Belast del Boston College, que el va impulsar. Entre els esdeveniments narrats al llibre s'inclouen la desaparició de Jean McConville, el paper de Gerry Adams a l'IRA, el Divendres sagnant o les operacions d'importació d'armes de l'IRA, entre altres detalls de l'experiència de Hughes en el si de l'IRA Provisional. L'octubre de 2010, l'emissora irlandesa RTÉ va emetre un documental de 83 minuts coproduït per Moloney, basat en el seu llibre. El febrer de 2011, Voices From the Grave va guanyar el premi al millor documental televisiu als Irish Film and Television Awards (IFTA).